# Кинг Конг (филм, 1976)
Вижте пояснителната страница за други значения на Кинг Конг.
„Кинг Конг“ (на английски: King Kong) е американски филм от 1976 г., римейк на оригиналния филм от 1933 г., с участието на Джеф Бриджис, Чарлз Гродин и Джесика Ланг, разказващ историята на гигантската горила Кинг Конг.

## Сюжет
Внимание:  Текстът по-долу разкрива сюжета на произведението (или части от него)!
Фред Уилсън, изпълнителен директор на Petrox Oil Company, екипира експедиция до мистериозен остров в Индийския океан. Островът постоянно е скрит от купчина облаци и Уилсън предполага, че подобен природен феномен е причинен от огромното петролно поле на острова. Докато пътуват на кораба, те откриват млад биолог, Джак Прескот, който е специалист в изучаването на живота на приматите. Уилсън подозира, че Прескот е шпионин на конкурентите, а Джак се опитва да убеди бизнесмена да не посещава този остров, защото там живее някакво огромно чудовище. Известно време Прескот седи затворен в каюта, но след това Уилсън го прави фотограф на експедицията. И скоро корабът се натъква на спасителен сал, на който намират очарователно момиче на име Дуан. Яхтата, с която пътувала, се взривила и Дуан като по чудо успяла да избяга.
Пристигайки на острова, експедицията открива племе от местни жители, които живеят в примитивни колиби. Но нещо друго е изненадващо – селото на диваците е заобиколено от гигантска стена, старателно изградена от дървета и клони. От кого такава стена пази местните? Лидерът на племето, виждайки Дуан, веднага предлага да я „размени“ за няколко местни момичета, но получава отказ. Откривайки огън във въздуха с огнестрелни оръжия, пристигналите „бели“ прогонват диваците. На територията на изоставено село екипът на Уилсън наистина намира петролно „езеро“, но уви, това е изключително нискокачествен продукт и е невъзможно да се организира производство на петрол там. През нощта местните тихомълком доплуват до кораба на пироги и отвличат Дуан. След като я обличат в красиви дрехи и я упояват, диваците отвеждат момичето в гората и след като затварят огромните порти, започват яростно да бият барабаните и да викат. Скоро от джунглата се появява Кинг Конг, гигантска маймуна. Конг грабва Дуан, която крещи диво от страх, и я отнася в гората. Въпреки страховития външен вид и навиците на звяра, Кинг Конг изпитва симпатия към Дуан. Той не само не убива момичето, но се грижи за нея и я храни.
Междувременно капитан Рос и първият му помощник Карнахан събират малък отряд, за да спасят Дуан и към тях се присъединява Джак Прескот. Групата се среща с Конг близо до дефилето и огромната маймуна започва да усуква дънера, върху който хората прекосяват бездната. Всички освен Прескот и боцмана Боан падат и загиват. Джак успява да проследи Конг незабелязано, докато боцманът бяга обратно към кораба, за да разкаже за чудовището. Известно време по-късно Конг е нападнат от огромна змия и докато се бори с нея, Дуан среща Джак и двамата успяват да избягат. На следващия ден Уилсън, разочарован от неуспеха си да намери петрол, решава да залови Кинг Конг. Той нарежда да му доставят варели с хлороформ и да изкопаят голяма дупка пред портите на селото. Конг идва от джунглата за Дуан, пробива си път през портата, но попада в капана с хлороформ и заспива. Вместо петрол, Уилсън се връща с огромната маймуна в Ню Йорк.
Скоро Уилсън организира късно вечерно промоционално шоу за своята петролна компания, което показва вързани Кинг Конг и Дуан. Има инсценировка на първата среща на момиче и маймуна, но тогава се случва нещо ужасно. Конг счупва „непобедимите“ си окови и бяга в нощния град, смачквайки Уилсън като муха по пътя. В търсене на Дуан, Конг се втурва из града, а тя заедно с Джак бяга от разярена горила през моста Куинсбъро до Манхатън. Конг унищожава мотриса на метрото, грабва Дуан и бяга в неизвестна дестинация. Полицията и военните трескаво търсят Конг, но не могат да го намерят. Изведнъж Джак има правилно предположение: на лунна светлина сградите на Световния търговски център много напомнят на двете скали, близо до които е било леговището на горилата на острова. Джак казва на военните за това, но изисква животното да не бъде убивано. Военните приемат предложението на Джак, но само привидно. Заповедта на властите е да се унищожи без компромиси.
Държейки Дуан в лапата си, Кинг Конг се изкачва на Южната кула на Световния търговски център, само за да бъде атакуван от войници с огнехвъргачки. Маймуната скача до Северната кула, но там я чакат хеликоптери, въоръжени с многоцевни картечници. Докато Конг държи Дуан в ръцете си, никой не го напада, но маймуната, сякаш осъзнавайки, че идва краят, освобождава Дуан и веднага хеликоптерите започват да атакуват. Те заливат нещастния Конг с дъжд от куршуми и скоро животното, ревящо от болка и страх, пада от голяма височина на площада на Световния търговски център, където умира от раните си. Дуан, неутешима от смъртта на Конг, слиза с асансьора и се опитва да се свърже с Джак, но огромната тълпа, която е дотичала до Световния търговски център, ѝ пречи. Всички рзвълнувно гледат и снимат огромния Кинг Конг, лежащ неподвижен в локва собствена кръв.

## Актьорски състав
| Актьор         | Роля                                                         |
| -------------- | ------------------------------------------------------------ |
| Джеф Бриджис   | Джак Прескот – биолог, който изучава примати                 |
| Чарлз Гродин   | Фред С. Уилсън – изпълнителен директор на Petrox Oil Company |
| Джесика Ланг   | Дуан – млада актриса                                         |
| Джон Рандолф   | Рос – капитан на кораба                                      |
| Рене Обержоноа | Рой Багли – геолог и специалист по добив на нефт             |
| Ед Лаутер      | Карнахан – първи помощник на капитан Рос                     |
| Джулиъс Харис  | Боан – боцман                                                |
| Джак О'Халоран | Джо Перко – моряк                                            |
| Денис Фимпъл   | Санфиш – моряк                                               |
| Хорхе Морено   | Гарсия – моряк                                               |
| Марио Гало     | Тимънс – моряк                                               |
| Джон Лоун      | китайски готвач на кораба                                    |
| Джон Агар      | градски служител                                             |
| Сид Конрад     | председател на Petrox Oil Company                            |
| Кени Лонг      | човек с маска на маймуна                                     |
| Гари Уолбърг   | армейски генерал                                             |
| Джордж Уайтман | пилот на армейски хеликоптер                                 |
| Уейн Хефли     | полковник от ВВС                                             |
| Рик Бейкър     | Кинг Конг – фигурата на героя (не е посочен в надписите)     |
| Питър Кълън    | Кинг Конг – гласът на героя (не е посочен в надписите)       |

## Интересни факти
- Сюжетът на римейка в общи линии повтаря сюжета на първия „Кинг Конг“, като разликата е само в детайлите. Например не филмов екип, а група за проучване на нефт пристига на острова и открива Конг, и не биплани, а бойни хеликоптери стрелят по Конг.
- Тъй като най-високата сграда в Ню Йорк е различна по време на снимките през 1976 г., Де Лаурентис решава да премести края на филма от Емпайър Стейт Билдинг в сградата на Световния търговски център. В отговор служители на фирми, разположени в Емпайър Стейт Билдинг, демонстративно отиват на 102-рия етаж на сградата в костюми на маймуни.
- Мерил Стрийп и Барбара Стрейзънд са разглеждани за ролята на Дуан. Продуцентът Дино Де Лаурентис смята, че Стрийп не е достатъчно привлекателна за ролята, докато самата Стрейзънд отказва ролята. В крайна сметка отива при Джесика Ланг, моден модел от Ню Йорк без актьорски опит. За дебюта си Джесика получава наградата „Златен глобус“ за най-добър дебют през 1977 г., но рецензиите на филмовите критици са толкова опустошителни, че след „Кинг Конг“ Ланг се завръща обратно на подиума, възобновявайки кариерата си в киното едва през 1979 г.
- Режисьорът Гилермин от време на време се втурвал на снимачната площадка, крещейки грубо на актьорския състав и екипа. Веднъж влиза в публична кавга с изпълнителния продуцент Федерико Де Лаурентис (син на Дино Де Лаурентис), след което бащата заплашва да го уволни.
- За да заснеме сцената, в която корабът намира Дуан на спасителен сал, Джесика Ланг прекарва няколко часа на гумен сал на студено, студено и мокро, облечена само в тясна черна рокля. Снимките на този епизод се провеждат между Лос Анджелис и остров Каталина през последната седмица на януари 1976 г.
- Вечерта, когато е заснета смъртта на Конг в Световния търговски център, над 30 хил. души са поканени като статисти. Въпреки че тълпата остава спокойна, собствениците на комплекса на Световния търговски център се притесняват, че тежестта на толкова много хора може да доведе до срутване на площада и нареждат на продуцентите да спрат снимките. Но създателите на филма вече са заснели желания кадър с голяма тълпа, тичаща към тялото на Конг.
- Майсторът на специалните ефекти на филма Карло Рамбалди създава пет маски за актьора Рик Бейкър, който играе Кинг Конг, за да предаде различни емоции. За да завърши визията на горилата, Бейкър носи контактни лещи, за да наподобят очите на маймуна.
- Животинският рев, използван за Конг, е взет от „Изгубеният свят“ (1960).
- В оригиналния сценарий на острова трябва да има и динозаври в допълнение към Кинг Конг, но продуцентът Де Лаурентис отказва тази идея. Първо, той не иска да използва анимация във филма, и второ, бюджетът на филма не му позволява да прави повече огромни роботи освен Конг. В крайна сметка във филма остава само гигантската змия, убита от Кинг Конг.
- NBC плаща на Де Лаурентис 19,5 милиона долара за правата върху две прожекции на филма в продължение на пет години – най-високата сума, която някоя мрежа е плащала за филм по това време. Когато „Кинг Конг“ дебютира по телевизията в продължение на две нощи през септември 1978 г., около 45 минути допълнителни кадри са вмъкнати във филма, за да бъде филмът по-дълъг. Освен това, за да получи по-нисък рейтинг за семейна телевизия, изрично насилствени или сексуални сцени в телевизионната версия са изрязани или заменени с по-малко ясни кадри и всички ругатни или потенциално обиден език са премахнати. По-нататъшни разширени излъчвания на филма следват през ноември 1980 и март 1983 г.
- На оригиналната DVD обложка на филма, Конг е изобразен на върха на Световния търговски център, заобиколен от самолети. След фаталния 11 септември 2001 г., Paramount Home Video доброволно изтегля всички копия на дребно на DVD-то и по-късно ги преиздава с различна обложка.
- За кадрите, в които Кинг Конг хваща главната героня в ръката си, е направена гигантска механична длан. Когато е завършена, майсторите поканват в павилиона Де Лаурентис, за да види как работи. Когато Де Лаурентис влиза в стаята, ръката се протяга към него, но тогава средният пръст се повдига, отделяйки се от останалите. В резултат на това ръката показва на продуцента много неприличен жест, спира и се чупи, като трябва да се поправи до седмица. Но „приключенията“, свързани с ръката, не свършват дотук. По време на снимките на епизода, когато дланта на Кинг Конг гали Джесика Ланг, тя получава лека травма. „Нежната“ длан тежи около 750 кг и затова, когато случайно леко удря актрисата, тя прищипа нерв във врата си.
- Филмът има голям търговски успех. През 1976 г. става третият най-касов филм в света.
- Продуцентът Дино Де Лаурентис убеждава критиците и публиката, че само аниматронният робот на Конг е във филма, докато всъщност по-голямата част от сцените включват актьора Рик Бейкър в костюм на маймуна. Моделът на Конг (на стойност 1,7 милиона долара) се състои от алуминиев „скелет“, покрит с гума, висок над 12,2 метра и тежащ 3,5 тона. Това все още е най-големият робот, правен някога. „Козината“ на Конг се състои от снопове конски косми с тегло 460 килограма. Въпреки месеците на подготовка, използването на такъв огромен робот се оказва почти невъзможно, така че той може да бъде видян на екрана само в поредица от много кратки епизоди с обща продължителност под 15 секунди.
- Филмът е номиниран за Оскар за най-добра кинематография и най-добър звук, но в крайна сметка печели награда на Академията за най-добри визуални ефекти.
- За първи път Кинг Конг се появява на екран 53 минути след началото на филма.
- Продуцентът Дино Де Лаурентис предлага режисьорския стол на Роман Полански, Майкъл Уинър и Сам Пекинпа, но и тримата отказват и само Джон Гилермин се съгласява да режисира Кинг Конг.